# راسموس نيلسن (لاعب هوكي جليد)
راسموس نيلسن هو لاعب هوكي جليد دنماركي، ولد في 8 سبتمبر 1990 في هرنينغ في الدنمارك.

## وصلات خارجية
- راسموس نيلسن على موقع EliteProspects.com (الإنجليزية)
- راسموس نيلسن على موقع HockeyDB.com (الإنجليزية)